# Hyalopsallus
Hyalopsallus is een geslacht van wantsen uit de familie van de Miridae (Blindwantsen). Het geslacht werd voor het eerst wetenschappelijk beschreven door Carvalho & Schaffner in 1974.

## Soorten
Het genus is monotypisch en bevat alleen de volgende soort:

- Hyalopsallus diaphanus (Reuter, 1907)